# خليل سرا (مقاطعة فومن)
خليل سرا (بالفارسية: خلیل سرا) هي قرية تقع في غيلان في إيران. يقدر عدد سكانها بـ 274 نسمة بحسب إحصاء 2016.